# Krähnberg
Krähnberg (westallgäuerisch: Kreberg, Krehberg; früher: Krähberg) ist ein Gemeindeteil des Markts Weiler-Simmerberg im  bayerisch-schwäbischen Landkreis Lindau (Bodensee).

## Geographie
Der Weiler liegt circa zwei Kilometer südlich des Hauptorts Weiler im Allgäu und zählt zur Region Westallgäu. Südlich der Ortschaft befindet sich das Felsgeotop Enschenstein.

## Ortsname
Der Ortsname leitet sich entweder vom althochdeutschen Wort krā für Krähe ab oder vom Personennamen Chrego. Dementsprechend bedeutet der Ortsname „(Siedlung am) Berg, an dem Krähen leben“ oder „(Siedlung am) Berg des Chrego“.

## Geschichte
Krähnberg wurde urkundlich erstmals im Jahr 872 als Chreginberc erwähnt mit der Schenkung eines Patacho an das Kloster St. Gallen. Im Jahr 1771 fand die Vereinödung Krähnbergs statt. Der Ort gehörte einst dem Gericht Simmerberg und später der Gemeinde Simmerberg an.